# السيد منير
السيد منير (بالإنجليزية: Elsayed Monir) ممثل مصري بدأ حياته الفنية في بداية الستينيات  متزامنا مع إنشاء مسارح التليفزيون العشرة التي أنشأها الدكتور «عبد القادر حاتم» (وزير الإعلام في ستينات وسبعينات القرن 20) وأشرف عليها «السيد بدير» وقدم مسرحية «حركة ترقيات» عام 1963 و«الطرطور» عام 1966، ثم اتجه إلى السينما والتلفزيون، وعلى مدار أكثر من 20 عام قدم 34 عملاً  كان أهمهم:
فيلم «يوم واحد عسل» للمخرج أحمد فؤاد عام 1969
فيلم «الضحايا» للمخرج حسام الدين مصطفى عام 1975
فيلم «فيفا زلاطا» للمخرج حسن حافظ عام 1976
مسلسل «الأيام» للمخرج يحيى العلمي عام 1979
مسلسل «زينب والعرش» للمخرج يحيى العلمي عام 1980

## أعماله

### مسلسلاته
- 1984: عصفور في القفص
- 1983 :عش المجانين
- 1981 :الفتوحات الإسلامية
- 1980:زينب والعرش
- 1979 :الأيام
- 1978 :الأصابع الرهيبة
- 1978 :برج الحظ
- 1977 :الذين يحترقون
- 1963: ماتش التعادل

### أفلامه
- 1980: عمل إيه الحب في بابا.
- 1976 :فيفا زلاطا
- 1975 :احترسي من الرجال يا ماما
- 1975 :الضحايا
- 1975:صابرين
- 1975 :صائد النساء
- 1975 : مجانين بالوراثة
- 1974 :البنات والحب
- 1974 :عايشين للحب
- 1971 :غرام في الطريق الزراعي
- 1970: مغامرة شباب
- 1969 :يوم واحد عسل
- 1968:كيف تسرق مليونير

### سهرة تلفزيونية
- 1983 :عش المجانين

### مسرحياتها
- 1970 :سفاح رغم أنفه
- 1966 :الزوجة آخر من يعلم
- 1966:الطرطور
- 1966: حركة ترقيات

## وصلات خارجية
- السيد منير على موقع IMDb (الإنجليزية)
- السيد منير على موقع الدهليز
- السيد منير على موقع قاعدة بيانات الأفلام العربية
- السيد منير على الدهليز
- السيد منير على كاروهات